# Поллинг-им-Иннкрайс
Поллинг-им-Иннкрайс (нем. Polling im Innkreis) — коммуна (нем. Gemeinde) в Австрии, в федеральной земле Верхняя Австрия.
Входит в состав округа Браунау-на-Инне.  Население составляет 893 человека (на 31 декабря 2005 года). Занимает площадь 15 км². Официальный код  —  40433.

## Политическая ситуация
Бургомистр коммуны — Карл Райтер-Штранцингер (АНП) по результатам выборов 2003 года.
Совет представителей коммуны (нем. Gemeinderat) состоит из 13 мест.
- АНП занимает 7 мест.
- СДПА занимает 4 места.
- АПС занимает 2 места.